# VEB Geräte- und Werkzeugbau Wiesa
Der VEB Geräte- und Werkzeugbau Wiesa (GWB) war ein Rüstungsbetrieb in der DDR mit Sitz in Wiesa, Sachsen. Er wurde 1957 gegründet und war einer der führenden Rüstungsbetriebe und alleiniger Sturm- und Maschinengewehrhersteller der DDR. Der Betrieb war Teil des VEB Kombinat Spezialtechnik Dresden und ein reiner Rüstungsbetrieb der Rüstungsindustrie der DDR. Sein Produktionszweck sowie die Produkte unterlagen weitestgehend der Geheimhaltung. Der Betrieb wurde physisch sowie nachrichtendienstlich durch die Kreisdienststelle Annaberg des Ministeriums für Staatssicherheit geschützt. Auslandsaufträge wurden überwiegend über die Waffenhandelsunternehmen IMES Import-Export GmbH und Ingenieur-Technischer Außenhandel abgewickelt.

## Geschichte
Das Unternehmen wurde offiziell am 21. Februar 1957 gegründet und unterstand dem „Amt für Technik“. Nach umfangreichen Baumaßnahmen im Werk 1 und Werk 2 wurde noch 1957 im Werk 2 die Produktion des Gehäuses der AK-47 vorbereitet. Im Jahr 1958 erhielt die DDR von der Sowjetunion die technischen Dokumente und die Fertigungslizenz für die AK-47 Typ III und der GWB fertigte im selben Jahr die ersten Handmuster. Nach einem Ministerratsbeschluss wurde durch den damaligen Minister für Nationale Verteidigung am 5. März 1958 die Auflösung des „Amts für Technik“ und die Bildung der Vereinigung Volkseigener Betriebe (VVB) UNIMAK beim Chef für Wirtschaft im Ministerium für Nationale Verteidigung angeordnet, dem der GWB ab 1. Mai 1958 unterstand. Ab 1959 wurde eine erste Serie mit 8337 Waffen hergestellt. Später wurde die Produktion um weitere AK-47-Varianten wie das AKM, AKMS sowie das AK-47 und darauf basierende Varianten erweitert.
Vom 1. Januar 1962 bis zum 31. Dezember 1969 wurde der GWB der VVB Eisen-, Blech- und Metallwaren unterstellt und produzierte bis Anfang der 1970er Jahre gemäß der sowjetischen Lizenzierung. Der GWB, vom 1. Januar 1970 bis zum 31. Dezember 1978 dem VEB Gerätebaukombinat Königswartha unterstellt, begann dann jedoch eigene Verbesserungen in die Herstellungs- und Waffentechnologie sowie die Endprodukte einfließen zu lassen. Dies führte Mitte der 1980er Jahre, als Teil des VEB Kombinat Spezialtechnik Dresden, zur vermehrten Umgehung der Restriktionen des Lizenzvertrages und 1985 zur Entwicklung der Wieger-Waffenfamilie. Erst Anfang 1986 wurde Günter Mittag durch Alexander Schalck-Golodkowski die Entwicklung eines Sturmgewehrs im Kaliber 5,56 × 45 mm NATO vorgeschlagen. Am 28. Juli 1986 wurde durch die IMES Import-Export GmbH an den VEB Kombinat Spezialtechnik Dresden offiziell ein Auftrag zur Entwicklung und Produktion eines Sturmgewehrs im Kaliber 5,56 × 45 mm NATO vergeben. Die Ausführung des Auftrags übernahm der GWB Wiesa.
Der GWB besaß bereits Anfang der 1980er Jahre ein breites Spektrum sozialer Leistungen für seine Mitarbeiter. Dazu zählten bspw. Betriebskindergarten, betriebliche Betreuung ehemaliger verrenteter Mitarbeiter, Betriebsarzt, eigene Küche im Werk, eigene Ferieneinrichtungen sowie kostenloser Werkverkehr.
Am 26. Januar 1990 wurde der GWB dem VEB Kombinat ORSTA Hydraulik Leipzig unterstellt und nach einem Beschluss des Ministerrates der DDR vom 14. Dezember 1989, der die Einstellung der Waffenproduktion in der DDR vorsah, endete die Produktion im GWB. Zum Produktionsende im Jahr 1990 war der GWB mit etwa 1400 Beschäftigten einer der größten Arbeitgeber im Kreis Annaberg.
Nach der Deutschen Wiedervereinigung wurden alle durch die DDR geschlossenen Verträge über Lieferung von Schützenwaffen gekündigt. Nach der Einstellung der Waffenproduktion wurde der GWB in die „Spezialwerkzeuge und Hydraulik GmbH“ umgewandelt und die Produktion, mit nur noch etwa 20 % der vorherigen Belegschaft, auf die Herstellung von Hydraulikbauteilen umgestellt. Im Jahr 1990 wurde das Unternehmen durch die Treuhand abgewickelt. Die Abwicklung verursachte Kosten von etwa 162 Millionen DM.

## Standorte
Am Hauptstandort des GWB in Wiesa war das Werk 1 mit u. a. der Endmontage, Beschuss, Endabnahme, Verpackung und Werkzeugbau sowie das Werk 4 (nichtmilitärische Produktion) mit u. a. der Lehrwerkstatt angesiedelt. Am in der Nähe gelegenen Standort Geyer befand sich Werk 2 mit der Grundproduktion sowie Werk 3 mit einer ab 1988 über zentrale Computertechnik automatisierten Produktion mit Industrierobotern.

## Zulieferer
Neben Forschung, eigener Produktion und der Endmontage lieferten verschiedene VEB der DDR dem GWB zu. Dazu gehörten u. a.:
- VEB Fahrzeug- und Jagdwaffenwerk „Ernst Thälmann“ Suhl: Läufe, Gaskolben, Mündungsbremse, Reinigungszubehör und Bajonette
- VEB Döbelner Beschläge und Metallwaren: Gehäuse und Visiere
- VEB Waschgerätewerk Schwarzenberg: Gehäusedeckel
- VEB Feinmechanik Albrechts: Steck- und Schlagbolzen

## Produkte
Der GWB Wiesa produzierte jährlich etwa 100.000 Sturmgewehre und hatte eine geplante Kapazität von bis zu 200.000 Stück jährlich. Von der Wieger-Waffenfamilie wurden etwa 10.000 Sturmgewehre produziert, von denen im Jahr 1989 6.000 Stück nach Peru und Indien ausgeliefert wurden. Beide Länder hatten Bestellungen von insgesamt 93.000 Sturmgewehren aufgegeben. Im Jahr 1990 sollten weitere 15.000 Sturmgewehre nach Ghana und Nigeria geliefert werden. Bis auf die Lieferung der 6.000 Gewehre nach Peru und Indien wurden alle weiteren Bestellungen 1990 durch die Bundesrepublik als Rechtsnachfolgerin der DDR storniert.
| Modell | Bezeichnung                                        | Kaliber        |
| ------ | -------------------------------------------------- | -------------- |
| 910    | AKM (modernisiert)                                 | 7,62 × 39      |
| 911    | AKM (AKM)                                          | 7,62 × 39      |
| 912    | AKM (AKMS)                                         | 7,62 × 39      |
| 913    | AKM (AKMS-K)                                       | 7,62 × 39      |
| 914    | AKM (leichtes Maschinengewehr)                     | 7,62 × 39      |
| 915    | AKM (Präzisionsgewehr PG 500)                      | 7,62 × 39      |
| 916    | AKM (AKMZ, AKMSZ)                                  | 7,62 × 39      |
| 917    | AKM (Jagdgewehr Speger)                            | 7,62 × 39      |
| 920    | AK-74                                              | 5,45 × 39      |
| 921    | AK-74 (AK-47 N)                                    | 5,45 × 39      |
| 922    | AK-74 (AKS)                                        | 5,45 × 39      |
| 923    | AK-74 (AKS NK)                                     | 5,45 × 39      |
| 924    | AK-74 (leichtes Maschinengewehr)                   | 5,45 × 39      |
| 925    | AK-74 (Präzisionsgewehr)                           | 5,45 × 39      |
| 940    | Wieger                                             | 5,56 × 45 NATO |
| 941    | Wieger (Polyamid-Schulterstütze fest)              | 5,56 × 45 NATO |
| 942    | Wieger (Schulterstütze abklappbar)                 | 5,56 × 45 NATO |
| 943    | Wieger (kurz, Schulterstütze abklappbar)           | 5,56 × 45 NATO |
| 944    | Wieger (leichtes Maschinengewehr)                  | 5,56 × 45 NATO |
| 945    | Wieger (Präzisionsgewehr)                          | 5,56 × 45 NATO |
| 950    | AK-74 Wieger                                       | 5,45 × 39      |
| 951    | AK-74 Wieger (Polyamid-Schulterstütze fest)        | 5,45 × 39      |
| 952    | AK-74 Wieger (Schulterstütze abklappbar)           | 5,45 × 39      |
| 953    | AK-74 (kurz, Schulterstütze abklappbar)            | 5,45 × 39      |
| 954    | AK-74 Wieger (leichtes Maschinengewehr)            | 5,45 × 39      |
| 955    | AK-74 Wieger (Präzisionsgewehr)                    | 5,45 × 39      |
| 960    | Maschinenpistole (Klein-MPi)                       | 5,6 × 15,5 mm  |
| 970    | AKM/AK-74 Wieger                                   | 7,62 × 39      |
| 971    | AKM/AK-74 Wieger (Polyamid-Schulterstütze fest)    | 7,62 × 39      |
| 972    | AKM/AK-74 Wieger (Schulterstütze abklappbar)       | 7,62 × 39      |
| 973    | AKM/AK-74 Wieger (kurz, Schulterstütze abklappbar) | 7,62 × 39      |
| 974    | AKM/AK-74 Wieger (leichtes Maschinengewehr)        | 7,62 × 39      |
| 975    | AKM/AK-74 Wieger (Präzisionsgewehr)                | 7,62 × 39      |
| 980    | Faustwaffe (Makarow)                               | 9 × 18 mm      |

## Auszeichnungen
- 1973: Karl-Marx-Orden für den gesamten Betrieb und das Kollektiv[3]
- „Energiewirtschaftlich vorbildlich arbeitender Betrieb“
- „Wasserwirtschaftlich vorbildlich arbeitender Betrieb“
- „Bereich der vorbildlichen Ordnung und Sicherheit“